# Saskatchewan Highway 791
Highway 791 je silnice v kanadské provincii Saskatchewanu. Odbočuje od silnice Highway 120 k vesnici Paddockwood, u níž se z ní stává paddockwoodská přístupová cesta. Silnice Highway 791 je asi 14 km (9 mil) dlouhá.